# Bod zlomu (film, 2015)
Bod zlomu (v anglickém originále Point Break) je americký akční a thrillerový film z roku 2015. Režie se ujal Ericson Core a scénáře Kurt Wimmer. Snímek je remakem stejnojmenného filmu z roku 1991. Hlavní role hrají Édgar Ramírez, Luke Bracey, Teresa Palmer, Delroy Lindo a Ray Winstone. Film měl premiéru ve Spojených státech dne 4. prosince 2015 a v České republice dne 31. prosince 2015. 

## Obsazení
| Édgar Ramírez       | Bodhi                    |
| Luke Bracey         | Johnny Utah              |
| Judah Lewis         | malý Johnny Utah         |
| Ray Winstone        | Angelo Pappas            |
| Teresa Palmer       | Samsara Dietz            |
| Matias Varela       | Grommet                  |
| Clemens Schick      | Roach                    |
| Tobias Santelmann   | Chowder                  |
| Max Thieriot        | Jeff                     |
| Delroy Lindo        | jako instruktor FBI Hall |
| Nikolai Kinski      | Pascal Al Fariq          |
| Bojesse Christopher | vedoucí FBI Chapman      |
| James Le Gros       | jako vedoucí FBI         |
| Steve Aoki          | sám sebe                 |

## Přijetí

### Tržby
Film vydělal 28,8 milionů dolarů v Severní Americe a 104,9 milionů dolarů v ostatních oblastech, celkově tak vydělal 133,7 milionů dolarů po celém světě. Rozpočet filmu činil 105 milionů dolarů. Za první víkend docílil osmé nejvyšší návštěvnosti, kdy vydělal 9,8 milionů dolarů.

### Recenze
Na recenzní stránce Rotten Tomatoes získal z 92 započtených recenzí 9 procent s průměrným ratingem 3,7 bodů z deseti. Na serveru Metacritic snímek získal z 21 recenzí 34 bodů ze sta. Na Česko-Slovenské filmové databázi si snímek k 1. srpnu 2018 drží 58 procent.

### Nominace
Film získal nominaci na cenu Teen Choice Awards v kategorii nejlepší filmové drama. 